# Teresa Palmer
Teresa Mary Palmer (sinh ngày 26 tháng 2 năm 1986) là một nữ diễn viên, nhà văn, nhà sản xuất và người mẫu Úc. Palmer đóng phim đầu tay năm 2006, khi cô xuất hiện trong bộ phim chính kịch tự sát 2:37. Năm 2013, cô đóng vai chính trong phim phim hài hước lãng mạn về đề tài zombie Warm Bodies; về sau, Palmer hóa thân thành nhân vật hư cấu Rebecca trong phim kinh dị siêu nhiên năm 2016 Lights Out. Cô cũng đã xuất hiện trong các bộ phim như December Boys, The Sorcerer's Apprentice, I Am Number Four, Take Me Home Tonight, Love and Honor, The Ever After (đồng tác giả và đồng sản xuất cùng với chồng cô, Mark Webber), Kill Me Three Times, phim làm lại năm 2015 Point Break, Triple 9, The Choice và phim chiến tranh do Mel Gibson đạo diễn Hacksaw Ridge.

## Tiểu sử
Palmer sinh ra và lớn lên ở Adelaide, Nam Australia. Cô là con duy nhất của Kevin Palmer, một nhà đầu tư, và Paula Sanders, cựu y tá và nhà truyền giáo. Bố mẹ cô ly dị vào năm 1989 khi cô mới ba tuổi. Cô có một mẹ kế, Kaaren Palmer, cũng như hai chị em cùng cha khác mẹ, và hai anh chị em ruột, sống cùng cha cô. Palmer nói với Interview rằng cô "xuất thân từ những khởi đầu khá khiêm tốn"; cô sống trong nhà chung cư với mẹ, và lớn lên trên trang trại của cha mình ở Adelaide Hills. Palmer được đặt tên theo Mẹ Teresa bởi mẹ cô, và đã nói rằng cô đã có một "giáo dục khó khăn" do chứng rối loạn lưỡng cực của mẹ.
Palmer là sinh viên của Cao đẳng Mercedes, một trường tư thục Công giáo, và đã tham gia thử giọng địa phương, "Search for a Movie Star", năm 2003. Công việc diễn xuất đầu tiên của cô là ăn mặc như Strawberry Shortcake và Little Helper của Santa vào cuối tuần để quảng bá cho các trung tâm mua sắm gần Adelaide. Palmer đã tham gia diễn xuất trong vài năm và xuất hiện trong một số quảng cáo truyền hình. Cô đã từng là nhân viên ăn nhanh tại Hungry Jack's tại Rundle Mall vào năm 2005, trước khi làm việc tại các nhà bán lẻ quần áo Supré, Mambo Australia, và Cotton On.
Sau khi tốt nghiệp trung học, Palmer đã nhận được một cú điện thoại từ nhân viên địa phương về vai diễn trong một bộ phim dành cho sinh viên, 2:37. Đạo diễn đã xem cảnh quay đầu của cô trên trang web của cơ quan diễn xuất và muốn cô ấy tham gia bộ phim. Palmer nghĩ rằng cô sẽ làm việc trong một dịch vụ cứu hộ động vật và cuối cùng mở cơ quan phúc lợi động vật của cô. Cô đã được chấp nhận vào một trường đại học để nghiên cứu giảng dạy và đã tham gia một khóa học về báo chí, nhưng luôn mơ ước được tham gia diễn xuất. Palmer rời khỏi trường đại học để đóng phim.

## Hoạt động

### Khởi nghiệp tại Australia
Palmer được thuê đóng vai phụ trong Deck Dogz (2005) và vài phim ngắn khác được quay tại Adelaide. Ở tuổi 18, cô được đóng trong phim độc lập của nhà làm phim Murali K. Thalluri, 2:37. Palmer hóa thân vài vai Melody,  một học sinh trung học phổ thông trở nên tự sát sau khi bị anh trai cưỡng bức. Cô được đề cử giải thưởng Viện Điện ảnh Australia năm 2006 cho Nữ diễn viên chính xuất sắc nhất cho vai diễn của cô. Cô đăng ký vai đặc vụ tài năng tại Sydney. Vai diễn trong Wolf Creek (2005) tiếp theo, trong cảnh quay tại một bữa tiệc bên bể bơi.
Palmer đóng vai chính trong bộ phim kinh dị tâm lý Restraint, với diễn viên người Anh Stephen Moyer và người mẫu Calvin Klein Travis Fimmel. Quay tại vị trí xung quanh New South Wales vào giữa năm 2005, bộ phim được Dave Warner và đạo diễn bởi David Denneen. Palmer được đặt tên là "ngôi sao của ngày mai" của Úc bởi Screen International năm đó. Sau đó, cô đóng vai chính trong December Boys, một bộ phim sắp đến tuổi trưởng thành của những năm 1960, dựa trên cuốn tiểu thuyết của Michael Noonan. Cô đóng vai Lucy, người có một mối tình lãng mạn với nhân vật do Daniel Radcliffe đóng trên một khu nghỉ mát bãi biển xa xôi. Palmer đã học hỏi về màn trình diễn của Dominique Swain trong Lolita (1997) để nắm bắt bản năng công khai trưởng thành của nhân vật. Bộ phim bắt đầu quay vào tháng 11 năm 2005 ở bờ biển phía nam của Australia. Phim đã được phát hành vào ngày 14 tháng 9 năm 2007 tại Anh và Mỹ và ngày 20 tháng 9 năm 2007 tại Úc và nhận được các đánh giá trái chiều và đã thất bại tại phòng vé.
2:37 được công chiếu lần đầu tại Liên hoan phim Cannes 2006 trong đợt tuyển lựa Un Certain Regard. Bộ phim nhận được sự hoan nghênh nhiệt liệt, bước ngoặt của Palmer, tạo cho cô sự tự tin trong hoạt động nghề nghiệp. Chuyến đi Cannes đã dẫn cô đến gặp người quản lý, David Seltzer và tác nhân viên tài năng Mỹ. Cô đã ký kết với William Morris Agency.

### Tiến đến Hollywood
Palmer đã được mời đóng vai chính cùng Tom Sturridge trong bộ phim Mỹ đầu tiên của mình, Jumper, một bộ phim khoa học viễn tưởng do Doug Liman đạo diễn. Phần diễn của cô sau đó được tái tạo lại khi các nhân vật chính được viết lại cho các diễn viên lớn tuổi; vai diễn của cô đã được chuyển đến Rachel Bilson. Palmer bị lấn át vì mất vai và trở lại Adelaide trong vài tháng. Cô đã xuất hiện trong phim The Grudge 2 năm 2006, một phần tiếp theo của bộ phim kinh dị với Amber Tamblyn và Sarah Michelle Gellar. Palmer mô tả nhân vật của cô, Vanessa, là "cô gái sinh viên rắc rối". The Grudge 2 đã được phát hành ở Bắc Mỹ vào ngày 13 tháng 10 năm 2006 (thứ sáu 13) nhận đánh giá tiêu cực và thu về $70 triệu USD trên toàn thế giới so với ngân sách $20 triệu USD của nó.

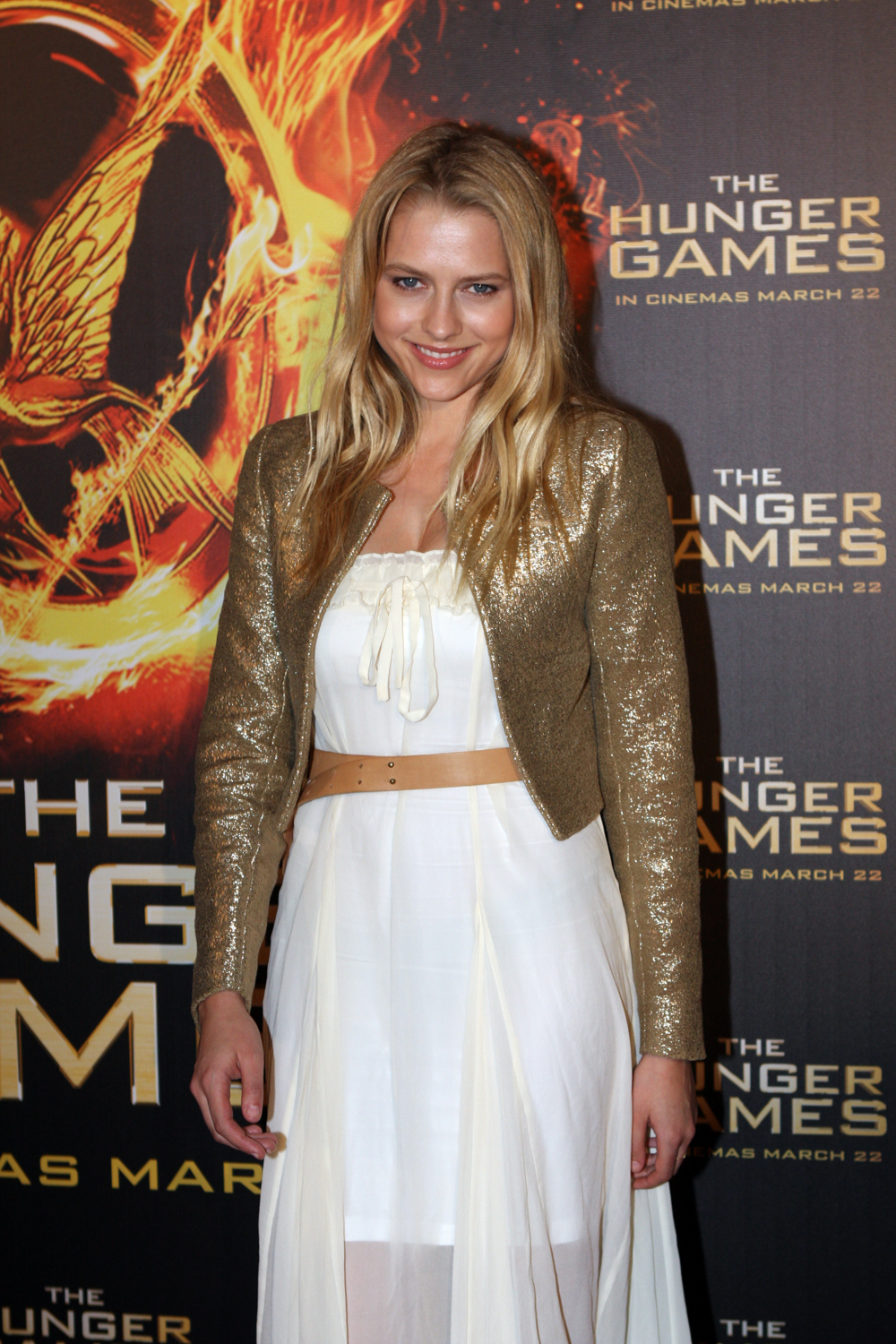
Palmer tại The Hunger Games tại buổi công chiếu và đánh giá tại Sydney

Đầu năm 2007, Palmer được mời đóng vai Tori Frederking trong phim hài Take Me Home Tonight, với sự tham gia của Anna Faris, Dan Fogler và Topher Grace. Được thành lập vào những năm 1980, bộ phim do Michael Dowse đạo diễn và phát hành vào tháng 3 năm 2011. Take Me Home Tonight đã nhận được những đánh giá tiêu cực từ các nhà phê bình phim và là một thất bại trong phòng vé, không thu được kinh phí $19 triệu USD. Palmer đóng vai chính trong clip phim cho single "Breaking Up" năm 2007 do ban nhạc Eskimo Joe, quay ở Newcastle. Palmer nhảy xuống biển với ca sĩ của ban nhạc, Kavyen Temperley. Palmer đã chuyển từ Semaphore Beach ở Adelaide đến Los Angeles vào tháng 5 năm 2007 để tiếp tục sự nghiệp của mình và bắt đầu thử giọng cho bộ phim. Cô nói rằng Los Angeles là "một sự điều chỉnh lớn" và "rất khác" từ nhà cô ở Australia. Cô trải qua giai đoạn cô đơn và trầm cảm, và nghĩ về việc trở về nhà cho đến khi cô kết bạn tại đây. Vào tháng 11 năm 2007, Palmer đã đóng vai nhân vật phản diện, Talia al Ghul, trong bộ phim siêu anh hùng DC Comics, Justice League of America, cùng với D.J. Cotrona, Adam Brody, Anton Yelchin, Common và Megan Gale. George Miller đã đạo diễn bộ phim, nhưng đã bị Warner Bros. hủy bỏ do kịch bản viết lại và cuộc đình công của Hiệp hội Nhà văn Hoa Kỳ năm 2007-2008.
Palmer là gương mặt của bộ sưu tập "vật yêu quý hiện đại" của nhà trang sức Jan Logan năm 2008. Cô đã được Adam Sandler chọn từ băng thử giọng năm đó để đóng vai người yêu trong phim dành cho trẻ em của Walt Disney Pictures, Bedtime Stories. Cô đóng vai người thừa kế, Violet Nottingham, diễn viên cùng với Guy Pearce và Courteney Cox. Sandler cũng đặt mẹ của Palmer và người bạn thân nhất vào vài cảnh trong phim. Phim được phát hành vào ngày 25 tháng 12 năm 2008 và nhận được ý kiến trái chiều để đánh giá tiêu cực nhưng thu về $212 triệu trên toàn thế giới so với kinh phí $80 triệu.
Palmer đã giành được vai diễn lãng mạn trong bộ phim The Sorcerer's Apprentice của Disney, sản xuất bởi Jerry Bruckheimer và đạo diễn Jon Turteltaub. Bộ phim dựa trên phân đoạn liên quan của bộ phim hoạt hình Fantasia (1940), được Paul Dukas đặt cho scherzo ngắn cho dàn nhạc giao hưởng, L'apprenti sorcier (The Sorcerer's Apprentice, xuất bản năm 1897 và được biết đến nhiều nhất trong các tác phẩm của Dukas), tất cả đều được lấy cảm hứng từ bài thơ cùng tên của Johann Wolfgang von Goethe. Palmer sống ở West Village của Manhattan trong khi quay phim trong sáu tháng. Cô đóng vai Becky Barnes, một sinh viên đại học theo đuổi Dave Stutler (Jay Baruchel), một sinh viên vật lý và người học việc cho phù thủy Balthazar (Nicolas Cage). Phim được phát hành vào ngày 14 tháng 7 năm 2010 nhận đánh giá trái chiều, và thu về $215 triệu trên toàn thế giới so với kinh phí lớn $150 triệu. Trong tháng 7 năm 2010, tạp chí Parade đã liệt kê bộ phim tại vị trí #1 trong danh sách "Thất bại phòng vé lớn nhất năm 2010 (So Far)".
Trong năm 2009, Palmer thành lập công ty sản xuất phim Avakea Productions, với nữ diễn viên người Úc Tahyna Tozzi và Nathalie Kelley. Cô là một giám khảo khách mời của MTV Australia, cho cuộc thi tài năng làm phim Sydney, Optus one80project. Cô cũng quay một chiến dịch quảng cáo trong năm đó cho cửa hàng jean của Úc, Just Jeans và trở thành gương mặt và người phát ngôn cho công ty mỹ phẩm Jurlique.
Năm 2011, Palmer đóng vai chính trong phim viễn tưởng khoa học viễn tưởng, I Am Number Four, cùng với Alex Pettyfer và Dianna Agron. Cô đóng vai Number Six, một trong số 9 người ngoài hành tinh đang trốn khỏi Trái đất vì nhà của cô đã bị phá hủy. Nhân vật của cô có kỹ năng võ thuật, cưỡi một chiếc xe máy Ducati, và có thể "pha" đi xuyên qua các vật thể rắn (theo kiểu The Matrix Reloaded). Cô đã trải qua đào tạo kỹ năng mạo hiểm cho vai diễn, học cách thực hiện đấu võ, đấu kiếm và du dây. Bộ phim được chuyển thể từ cuốn tiểu thuyết đầu tiên của loạt sáu phần. Palmer đã ký hợp đồng làm ba bộ phim, nếu bộ phim trở thành một thương hiệu. Bộ phim đã được phát hành tại rạp vào ngày 18 tháng 2 năm 2011 và cũng được phát hành dưới dạng IMAX. Phim nhận được những nhận xét tiêu cực từ các nhà phê bình và thu về $149 triệu trên toàn thế giới.
Palmer sẽ tham gia vào Fury Road, một phần tiếp theo của bộ phim Mad Max của nhà làm phim người Úc George Miller, nhưng không tham gia diễn xuất do lịch trình cuộc xung đột. Bộ phim sau đó được hoãn lại. Palmer đóng vai chính trong bộ phim ngắn Bear, đạo diễn Nash Edgerton, đã tham dự Liên hoan phim Cannes 2011.
Cô xuất hiện cùng Joel Edgerton trong bộ phim điện ảnh Australia, phim Wish You Were Here, đạo diễn Kieran Darcy-Smith. Bộ phim bắt đầu quay tại Sydney vào tháng 11 năm 2010 và được công chiếu lần đầu tại Liên hoan phim Sundance 2012. Rotten Tomatoes hiện đang cho bộ phim này tỷ suất đánh giá 72%.
Cô cũng đóng vai chính trong một phim ngắn hài hước, Quirky Girl, cho trang web Funny or Die, đối diện Aaron Paul.
Palmer đóng vai chính trong bộ phim zombie năm 2013, Warm Bodies, do Summit Entertainment sản xuất và dựa trên cuốn tiểu thuyết dành cho tuổi trẻ của Isaac Marion. Cô đóng Julie, một người rơi vào tình yêu với một zombie (Nicholas Hoult). Phim được phát hành vào ngày 1 tháng 2 năm 2013 tại Hoa Kỳ và vào ngày 8 tháng 2 năm 2013 tại Vương quốc Anh. Phim mở ra những đánh giá tích cực và thu về $116 triệu trên toàn thế giới. 
Vào tháng 2 năm 2013, Palmer được công bố là "gương mặt toàn cầu" của hãng mỹ phẩm Artistry.
Palmer sau đó đã đóng vai chính trong Love and Honor với Liam Hemsworth, một bộ phim tình cảm độc lập được quay vào giữa năm 2011 tại Ann Arbor, Michigan. Bộ phim lấy bối cảnh thập niên 1960 trong chiến tranh Việt Nam và được phát hành vào tháng 3 năm 2013. Phim được trình chiếu hạn chế vào ngày 22 tháng 3 năm 2013, nhận được những nhận xét tiêu cực và chỉ thu về $19 nghìn.
Năm 2014, cô tham gia đóng cùng Josh Hartnett, Rosario Dawson và Penn Badgley trong bộ phim lãng mạn Parts per Billion. Phim Được phát hành trên video theo yêu cầu ngày 20 tháng 5 năm 2014, và trên video tại nhà vào ngày 6 tháng 6 năm 2014. Phim nhận đánh giá tiêu cực từ giới phê bình.
Palmer có hai phim ra mắt tại Liên hoan phim quốc tế Toronto 2914, là Cut Bank (2014) và Kill Me Three Times (2015). Cả hai phim đều nhận đánh giá tiêu cực từ giới phê bình. Cô đóng vai người yêu của Liam Hemsworth và con gái của Billy Bob Thornton trong Cut Bank và một sát thủ trong Kill Me Three Times đối đầu với Simon Pegg, Alice Braga và Luke Hemsworth. Bộ phim thỨ hai được công chiếu vào ngày 10 tháng 4 năm 2015. Cô đóng cùng Melissa Leo và Phoebe Tonkin trong The Ever After, đạo diễn bởi chồng cô là Mark Webber. Do Palmer vÀ Webber viết kịch bản, phim là một câu chuyện tình yêu khám phá chiều sâu của hôn nhân.
Năm 2015, cô xuất hiện trong bộ phim do Terrence Malick đạo diễn mang tên Knight of Cups, có sự tham gia của Christian Bale. Cô từng bị Bale lầm tưởng là một vũ nữ thoát y, và chỉ nhận ra cô cho đến khi thấy mặt của Palmer trên một tấm bảng điện ảnh sau một tuần đóng chung. Bộ phim tham gia trong phần tranh giải chính của liên hoan phim quốc tế Berlin lần thứ 65 vào tháng 2 năm 2015. Knight of Cups bị giới phê bình đánh giá trái chiều. Phim chỉ nhận điểm 42% trên Rotten Tomatoes dựa trên mời hai bài đánh giá. Phim được dự kiến công chiếu vào ngày 4 tháng 3 năm 2016, tại Hoa Kỳ bởi Broad Green Pictures. Palmer đóng một vai phụ trong bộ phim remake Point Break ra mắt năm 2015. Phim được công chiếu tại Hoa Kỳ vào ngày 25 tháng 12 năm 2015. Phim bị các nhà phê bình chỉ trích nặng nề.
Vào tháng 10 năm 2015, Palmer tham gia vào một bộ phim ngắn có tên Too Legit với Zoe Kravitz, Clark Gregg, Nate Corddry và Lauren Weedman. Dự án này đã được đạo diễn phim Frankie Shaw xác nhận thông qua Twitter và Instagram và được công chiếu vào ngày 23 tháng 1 năm 2016 tại Liên hoan phim Sundance.
Năm 2016, cô đóng vai nữ chính trong bộ phim chuyển thể từ tiểu thuyết Nicholas Sparks The Choice, cùng với Benjamin Walker, Tom Welling, Alexandra Daddario và Tom Wilkinson. Phim ra mắt vào ngày 5 tháng 2 năm 2016 và bị giới phê bình chỉ trích. Cô xuất hiện cùng với Casey Affleck trong phim chính kịch tội phạm, Triple 9 (2016), do John Hillcoat đạo diễn. Phim được phát hành trên toàn quốc vào ngày 26 tháng 2 năm 2016. Phim nhận phải đánh giá trái chiều và không gây ấn tượng tại phòng vé.Metacritic cho bộ phim số điểm là 52 trên 100, dựa trên 41 phê bình, cho thấy "đánh giá trái chiều hoặc trung bình". Trên CinemaScore, khán giả chấm phim điểm trung bình "C+" trên thang A+ tới F. Cũng trong năm đó, cô đã hóa thân vào vai diễn Rebecca trong bộ phim kinh dị Lights Out, và đóng vai nữ chính trong phim chiến tranh Hacksaw Ridge, người tình của nhân vật Desmond Doss (Andrew Garfield); cả hai bộ phim nhận được những nhận xét tích cực, với màn diễn xuất của Palmer được ca ngợi. Cô đóng vai chính trong bộ phim Message from the King, cùng với Chadwick Boseman, Luke Evans và Alfred Molina. Palmer gần đây xuất hiện trong bộ phim tâm lý Berlin Syndrome cùng với nam diễn viên Sense8 Max Riemelt. Bộ phim đã nhận được sự đánh giá trái chiều tuy nhiên màn diễn xuất được khen ngợi.
Palmer sẽ đóng cùng với Michiel Huisman và Sam Reid trong phim 2:22 (2017).

## Sự nghiệp

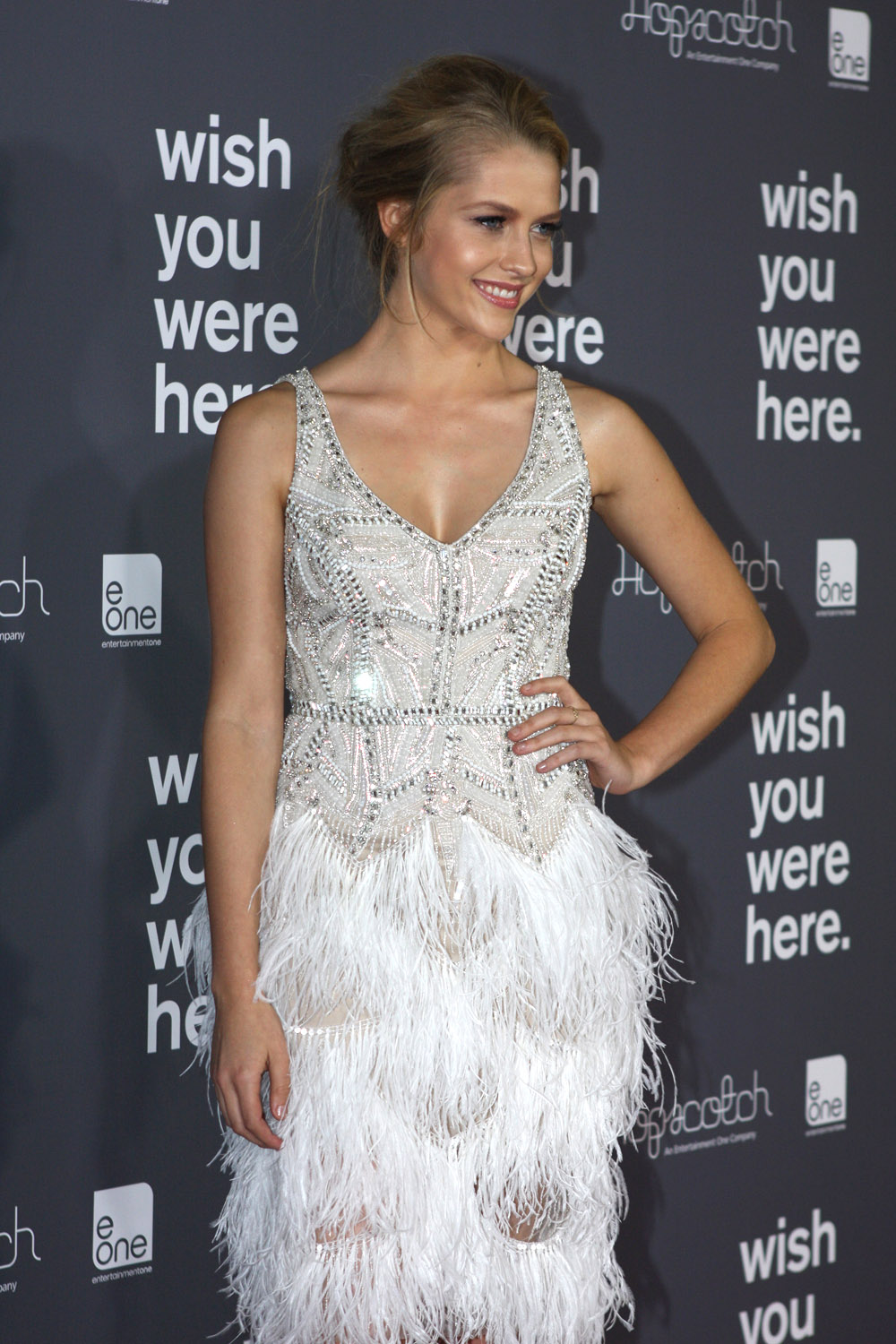
Palmer tại lễ ra mắt phim Wish You Were Here tại Entertainment Quarter Hoyts, Moore Park, Sydney, vào tháng 3 năm 2012

### Phim chiếu rạp
| Năm  | Tên phim                  | Vai diễn               | Đạo diễn           | Ghi chú                    |
| ---- | ------------------------- | ---------------------- | ------------------ | -------------------------- |
| 2005 | Wolf Creek                | Pool Party Girl        | Greg McLean        | Extra                      |
| 2006 | 2:37                      | Melody                 | Murali K. Thalluri |                            |
| 2006 | The Grudge 2              | Vanessa Cassidy        | Takashi Shimizu    |                            |
| 2007 | December Boys             | Lucy                   | Rod Hardy          |                            |
| 2008 | Restraint                 | Dale                   | David Denneen      |                            |
| 2008 | Bedtime Stories           | Violet Nottingham      | Adam Shankman      |                            |
| 2010 | The Sorcerer's Apprentice | Rebecca "Becky" Barnes | Jon Turteltaub     |                            |
| 2011 | I Am Number Four          | Number Six/Jane Doe    | D. J. Caruso       |                            |
| 2011 | Take Me Home Tonight      | Tori Frederking        | Michael Dowse      |                            |
| 2011 | Bear                      | Emelie                 | Nash Edgerton      | Phim ngắn                  |
| 2011 | Quirky Girl               | Claire                 | Alex Fernie        | Phim ngắn                  |
| 2012 | Wish You Were Here        | Steph McKinney         | Kieran Darcy-Smith |                            |
| 2013 | Warm Bodies               | Julie Grigio           | Jonathan Levine    |                            |
| 2013 | Love and Honor            | Candace                | Danny Mooney       |                            |
| 2014 | Cut Bank                  | Cassandra Steeley      | Matt Shakman       |                            |
| 2014 | Parts per Billion         | Anna                   | Brian Horiuchi     |                            |
| 2014 | The Ever After            | Ava                    | Mark Webber        | Kịch bản kiêm nhà sản xuất |
| 2014 | Kill Me Three Times       | Lucy Webb              | Kriv Stenders      |                            |
| 2015 | Knight of Cups            | Karen                  | Terrence Malick    |                            |
| 2015 | Point Break               | Samsara Dietz          | Ericson Core       |                            |
| 2016 | Too Legit                 | Kimmie                 | Frankie Shaw       | Phim ngắn                  |
| 2016 | The Choice                | Gabby Holland          | Ross Katz          |                            |
| 2016 | Triple 9                  | Michelle Allen         | John Hillcoat      |                            |
| 2016 | Lights Out                | Rebecca                | David F. Sandberg  |                            |
| 2016 | Hacksaw Ridge             | Dorothy Schutte        | Mel Gibson         |                            |
| 2016 | Message from the King     | Kelly                  | Fabrice Du Welz    |                            |
| 2017 | Berlin Syndrome           | Clare Havel            | Cate Shortland     |                            |
| 2017 | 2:22                      | Sarah                  | Paul Currie        |                            |
| 2018 | Ride Like a Girl          | Michelle Payne         | Rachel Griffiths   | Đang sản xuất              |

### Truyền hình
| Tên                    | Năm       | Vai diễn     | Kênh  | Ghi chú  | Ref.   |
| ---------------------- | --------- | ------------ | ----- | -------- | ------ |
| A Discovery of Witches | 2018-2022 | Diana Bishop | Sky 1 | Vai diễn | [ 97 ] |

## Giải thưởng và đề cử
| Năm  | Giải thưởng                                             | Tác phẩm           | Thể loại                                                 | Kết quả   | Ref.    |
| ---- | ------------------------------------------------------- | ------------------ | -------------------------------------------------------- | --------- | ------- |
| 2006 | Giải thưởng Viện phim ÚC                                | 2:37               | Nữ diễn viên chính xuất sắc nhất                         | Đề cử     | [ 21 ]  |
| 2011 | Phim ÚC                                                 | Chính phim         | Giải Đột phá (chia sẻ với Joel Edgerton và David Michôd) | Đoạt giải | [ 98 ]  |
| 2013 | Giải Hội phê bình phim Úc                               | Wish You Were Here | Nữ diễn viên phụ xuất sắc nhất                           | Đề cử     | [ 99 ]  |
| 2015 | Liên hoan phim Maui                                     | Chính cô           | Ngôi sao mới nổi (shared with Scott Eastwood)            | Đoạt giải | [ 100 ] |
| 2016 | Giải Danh dự BloodGuts của Anh                          | Lights Out         | Nữ diễn viên chính xuất sắc nhất                         | Đề cử     | [ 101 ] |
| 2016 | Giải Viện Hàn lâm Nghệ thuật điện ảnh và truyền hình Úc | Hacksaw Ridge      | GiẢI AACTA cho Nữ diễn viên chính xuất sắc nhất          | Đề cử     | [ 102 ] |
| 2017 | Giải Viện Hàn lâm Nghệ thuật điện ảnh và truyền hình Úc | Hacksaw Ridge      | Nữ diễn viên phụ quốc tế xuất sắc nhất                   | Đề cử     | [ 103 ] |
| 2017 | Giải Hiệp hội phê bình phim Úc                          | Hacksaw Ridge      | Nữ diễn viên chính xuất sắc nhất                         | Đề cử     | [ 104 ] |